# Lee McBee
Lee McBee (* 23. März 1951 in Kansas City, Missouri; † 24. Juni 2014) war ein US-amerikanischer Bluessänger und -Harmonikaspieler.

## Leben
McBee wuchs in Kansas City auf, wo er in seiner Teenagerzeit Blues- und Soulplatten sammelte. Nach seinem Umzug nach Lawrence, Kansas, spielte er in zahlreichen Blues- und Bluesrockbands des Mittleren Westens. Durch seine Zusammenarbeit mit Mike Morgan and The Crawl, wo er 1989 Darrell Nulisch als Sänger und Mundharmonikaspieler ersetzte, wurde er überregional bekannt. Mit dieser Band nahm er sechs Alben auf. 
1999 verließ er Mike Morgan und gründete seine eigene Band The Confessors. Mit den Confessors trat er regelmäßig im BB’s Lawnside BBQ auf, und wenn Künstler in Mittleren Westen auf Tournee waren, begleitete Lee McBee sie oft. Seit April 2000 und das ganze Jahr 2007 arbeitete er wieder mit Mike Morgan zusammen. 2007 machten sie eine gemeinsame Europatournee, wo sie unter anderem beim 13. Lucerne Blues Festival und beim France Blues Festival in Avignon auftraten. McBee ist auf dem Album des Jahres 2008 Stronger Every Day bei einigen Titeln zu hören. 2009 wurde er in die Kansas Music Hall of Fame aufgenommen. 
Er starb im Juni 2014 im Alter von 63 Jahren.

## Diskografie

### Mit Mike Morgan
- Raw & Ready (1990)
- Mighty Fine Dancin’ (1991)
- Full Moon over Dallas (1992)
- Ain’t Worried No More (1994)
- Let the Dogs Run (1994)
- Looky Here! (1996)
- Lowdown & Evil (1997)
- The Road (1998)

### Mit The Confessors
- 1995 44 (1995)
- Soul Deep (2002)[5]